# Ruketopólemos
La Ruketopólemos (grec: Рουκετοπόλεμος, 'guerra de coets') és una tradició local que se celebra per Pasqua a Vrondados, a l'illa grega de Quios. En una variació del costum grec de llançar petards durant la celebració de la missa de mitjanit anterior al Diumenge de Pasqua, dues congregacions del poble duen a terme una «guerra de coets» en la qual llancen desenes de milers de petards casolans d'una banda a l'altra de la localitat, amb l'objectiu de tocar la campana de l'església de l'altre bàndol. Els focs d'artifici consisteixen en pals de fusta carregats amb una mescla explosiva que conté pólvora, que són llançats des de plataformes amb solcs.
Les dues parròquies rivals són la de Sant Marc i la de Panagia Erithani. Les esglésies en qüestió es troben al cim de dos turons, a una distància d'uns 400 metres. En teoria, l'endemà es compten els impactes directes contra els campanars per veure qui ha guanyat, però en realitat cada parròquia insisteix que és la guanyadora. Aquest desacord serveix perquè les parròquies decideixin desempatar l'any següent i per perpetuar la rivalitat.
No es coneixen amb certesa els orígens d'aquest costum, però la tradició local diu que data de l'època otomana. Segons aquesta tradició, la Ruketopólemos es duia a terme amb canons, fins que les autoritats otomanes en prohibiren l'ús el 1889.